# Døden…
Døden… (dänisch Tod …) ist eine Demoaufnahme des dänischen Funeral-Doom-Projektes Nortt.

## Geschichte
Der Musiker Nortt veröffentlichte 1998 das Demoband Døden… als zweites Produkt seines Projekts im Prozess „dunkle Kunst zu erschaffen.“ Die Grundidee, einen verlangsamten Black Metal unter dem Einfluss von Burzum, Aghast und Thergothon mit getragener Atmosphäre zu spielen, behielt er bei. Das Demo wurde als direkte Fortsetzung des vorherigen wahrgenommen. Nortt habe aus dem ersten Demo Nattetale gelernt und sich im Songwriting und Spiel auf die besten Aspekte konzentriert.

## Albuminformationen
Døden… ist das zweite Demo der Band.

### Umfang und Gestaltung
Das 1998 erstmals veröffentlichte Demo enthält vier separate Stücke, die eine Gesamtspielzeit von 38:22 Minuten haben. Nortt ließ 150 Exemplare des Demos produzieren. Im Jahr 2019 veröffentlichte GS Productions eine unlizenzierte Version des Demos als Doppel-CD mit den Originalaufnahmen und einer remasterten Variante des Demos als separate CD.

### Stil
Nortt nutzt eine musikalische Selbstbeschreibung als „Pure Depressive Black Funeral Doom Metal“. Auch Døden steht unter diesem Stilbegriff, dabei ist es mit leichten Schreien und weniger harsch brutalem Gitarrenspiel als im sonstigen Œuvre das vermeintlich zugänglichste Nortt-Album. Als das konventionellste Doom-Metal-Album des Projektes ist der Anteil an Elementen des Black Metal gering und Nortt konzentriert sich auf den Funeral Doom. Die Schreie sind fast verschwunden und das Gitarrenspiel wirkt weniger dünn. Dennoch klingt das Album kalt und verloren. Die Gitarren sind nicht besonders hart, eher leicht warm und roh eingespielt. Fortschritt im Spiel findet nur in zunehmender Addition statt, da das Gitarrenspiel sehr repetitiv aber aufnehmend fließt. Im Verlauf des Albums füllt Nortt Døden… um immer geradlinigere, langsamere und melancholischere Riffs. Phasenweise steht das Keyboard Parallel hierzu.

## Wahrnehmung
Rückblickend wurde Døden 2019 im Vergleich zu Nattetale als qualitativ ähnlich beurteilt. „Verglichen mit ‚Nattetale‘ halte ich sie für gleichwertig“, schrieb Klamerin Malamov bei Doom-Metal.com. Der Gesang sei auf dem ersten Demo gelungener und abwechslungsreicher, während Døden… das „bessere, langsamere Gitarren und ausgeprägtere Keyboards“ aufweise. „Eindeutig nicht so gut wie spätere Veröffentlichungen“, liege die Stärke des Demos „in den Elementen, die nur hier zu finden sind“. Durch die Melancholie, die Konzentration auf das Riffing und die Reduzierung des Anteils Black Metal besitze Døden Eigenständigkeit im Werk der Band und zeige Nortt von der sanftesten und melancholischsten Seite.